# Uberispora simplex
Uberispora simplex är en svampart som först beskrevs av Ichinoe, och fick sitt nu gällande namn av Piroz. & Hodges 1973. Uberispora simplex ingår i släktet Uberispora, divisionen sporsäcksvampar och riket svampar.   Inga underarter finns listade i Catalogue of Life.